# Mattia Bais
Pour les articles homonymes, voir Bais.
Mattia Bais (né le 19 octobre 1996 à Rovereto dans le Trentin-Haut-Adige) est un coureur cycliste italien, membre de l'équipe Eolo-Kometa. Son frère cadet Davide est également coureur cycliste.

## Biographie
Mattia Bais participe à ses premières compétitions à l'âge de neuf ans au sein de la Société cycliste de Mori. 
Il passe professionnel en 2020 chez Androni Giocattoli-Sidermec, après y avoir été stagiaire. Durant ses débuts, il se fait remarquer par ses échappées. En octobre, il participe au Tour d'Italie, son premier grand tour, où il remporte le classement Fuga Pinarello.
En mars 2021, il est échappé au Trofeo Laigueglia puis sur l'étape reine de Tirreno-Adriatico.

## Palmarès
- 2014
  - 3e du Gran Premio Sportivi di Loria
- 2017
  - 2e du Tour d'Émilie amateurs
  - 3e du Gran Premio Ciclistico Arcade
  - 3e du Trophée de la ville de Conegliano
- 2018
  - 6e étape de la Carpathian Couriers Race
  - 2e du Trophée de la ville de Conegliano
  - 3e du Grand Prix de la ville de Pontedera
  - 3e du Circuit de Cesa
- 2019
  - Gran Premio Ezio Del Rosso
  - 2e du Tour du Frioul-Vénétie Julienne
  - 3e du Trophée de la ville de Conegliano
- 2024
  - 3e du Tour de Romagne

## Résultats sur les grands tours

### Tour d'Italie
5 participations
- 2020 : 102e, vainqueur du classement Fuga Pinarello
- 2022 : 82e, vainqueur du classement Fuga Bianchi
- 2023 : 47e
- 2024 : 61e
- 2025 : 69e

## Classements mondiaux
| Année                                 | 2016  | 2017  | 2018  | 2019 | 2020  | 2021 | 2022  | 2023 | 2024 |
| ------------------------------------- | ----- | ----- | ----- | ---- | ----- | ---- | ----- | ---- | ---- |
| Classement mondial                    | 2739e | 1135e | 1519e | 671e | 1022e | 526e | 1282e | 863e | 438e |
| UCI Europe Tour                       | 1835e | 730e  | 973e  | 495e | 793e  | 422e | 889e  | nc   | nc   |
|                                       |       |       |       |      |       |      |       |      |      |
| Légende : nc = non classéSource : UCI |       |       |       |      |       |      |       |      |      |